# بروس آلجر
بروس رینولدز آلجر (Bruce Reynolds Alger) (زاده ۱۲ ژوئن ۱۹۱۸ – درگذشت ۱۳ آوریل ۲۰۱۵)، سیاستمدار آمریکایی، صاحب بنگاه املاک و توسعه‌دهنده و نماینده جمهوری‌خواه ایالات متحده از تگزاس و اولین نمایندهٔ ناحیهٔ دالاس از زمان بازسازی بود. او از ۱۹۵۵ تا ۱۹۶۵ خدمت کرد. اگرچه او در دالاس به دنیا آمد، اما آلجر در وبستر گرووز، میسوری، در حومه کوچکی از سنت لوئیس بزرگ شد.

## پیشینه
آلجر، پسر دیوید بروس آلجر، نماینده بانک و کلر فریمن سابق، شاعر و نویسنده‌ای مشتاق بود. آلجر با بورسیه تحصیلی، در دانشگاه پرینستون، نیوجرسی تحصیل کرد. در آنجا به تحصیل فلسفه، هنر و موسیقی پرداخت و از اعضای مهم تیم فوتبال بود. آلجر در ۱۹۴۰ با مدرک ای بی از دانشگاه پرینستون، پس از اتمام یک پایان‌نامه ارشد طولانی ۷۳ صفحه‌ای با عنوان «نقاشی چینی» فارغ‌التحصیل شد. او به عنوان نماینده میدانی برای شرکت آرسی‌ای، کار کرد.
با فرا رسیدن جنگ‌جهانی دوم، آلجر به ارتش ایالات متحده پیوست و به اسکادران پنج در مدرسه پرواز پیشرفته نیروی‌هوایی ارتش در کلی فیلد در سن آنتونیو، تگزاس ملحق شد. او با بمب‌افکن‌ها پرواز کرد و به درجه کاپیتانی رسید و ادعا کرد که پس از پایان جنگ در اوت ۱۹۴۵، جزو اولین سربازان آمریکایی در ژاپن بوده‌است. او نشان صلیب پرنده ممتاز را دریافت کرد. پس از بازگشت به زندگی غیرنظامی، آرسی‌ای به این دلیل که او برای مدت طولانی از تولید تلویزیونی خارج شده بود، از استخدام مجدد او خودداری کرد.
در ۱۹۴۵، آلجر به دالاس نقل مکان کرد و شرکت توسعه املاک و مستغلات خود را تأسیس کرد. او به عنوان اولین رئیس اتاق بازرگانی وایت راک انتخاب شد.

## توسعه پارک آلجر
آلجر در ۱۹۵۰، توسعه یک زیرمجموعه ۱۸۰ قطعه‌ای را در شرق دور دالاس، در نزدیکی جاده پیوی که نام او را داشت و به پارک آلجر معروف است، اعلام کرد. آلجر پس از انتخاب شدن در کنگره، به حمایت از توسعه ادامه داد. او حتی در مراسمی برای محله سخنرانی کرد.

## شکست برای انتخاب مجدد، ۱۹۶۴
در ۱۹۵۶ و ۱۹۵۸، آلجر دو دموکرات را شکست داد که بعدها به نام‌های معروف ایالت تبدیل شدند. در ۱۹۵۶، او هنری وید، دادستان ناحیه دالاس که هفده سال بعد به عنوان متهم پرونده سقط جنین روی وید، محکوم شد را شکست داد. در رأی‌گیری، آلجر با ۱۰۲، ۳۸۰ رأی (۶٫۵۵ درصد) در مقابل ۸۱، ۷۰۵ رأی وید (۴٫۴۴ درصد) به پیروزی رسید. در ۱۹۵۸ که یک سال به شدت دموکراتیک در سطح ملی بود، آلجر با ۶۲، ۷۲۲ رأی (۶٫۵۲ درصد) بارفوت سندرز با ۵۶، ۵۶۶ رأی (۴٫۴۷ درصد) را شکست داد. سندرز نامزد ناموفق دموکرات‌ها در برابر سناتور جان تاور در ۱۹۷۲ نیز بود و بعدها توسط رئیس‌جمهور کارتر، به عنوان قاضی منطقه‌ای ایالات متحده، منصوب شد.
در ۱۹۶۲، آلجر آخرین دوره خود در مجلس را با ۸۹، ۹۳۸ رأی (۳٫۵۶ درصد) در مقابل بیل جونز دموکرات با ۶۹، ۸۱۳ رأی (۷٫۴۳ درصد) به دست آورد. آلجر در انتخابات عمومی ۱۹۶۴ توسط شهردار سابق دالاس، ارل کبل دموکرات، کنار زده شد. آلجر ۱۲۷، ۵۶۸ رأی (تنها ۵٫۴۲ درصد) به دست آورد که تعداد رأی قابل توجهی در انتخابات مجلس نمایندگان بود. با این حال، میزان مشارکت در ۱۹۶۴ به اندازه‌ای بیش از ۱۹۶۲ بود که آلجر با وجود اینکه در رای‌گیری، نزدیک به ۴۰ هزار رأی بیش از دوره قبل به دست آورده بود، شکست خورد. کبل با ۱۷۲، ۲۸۷ رأی (۵٫۵۷ درصد) پیروز شد. شکست آلجر را می‌توان به موارد زیر نسبت داد:
1. روند رأی دهندگان دموکرات دالاس در انتخابات ۱۹۶۴ که کل هیئت قانونگذاری ایالتی شش نفره جمهوری‌خواه را از شهرستان دالاس حذف کردند،
2. جو سیاسی ناشی از ترور جان اف کندی در دالاس،
3. رسم دموکرات تگزاس،
4. حضور یک بومی تگزاس، رئیس‌جمهور جانسون، در برگه رأی،
5. نامزدی ضعیف اپوزیسیون، سناتور جمهوری‌خواه، بری گلدواتر از آریزونا که گزینه مورد نظر آلجر برای ریاست بود.

جان تاور در مورد رابطه خود با آلجر در مصاحبه‌ای در۱۹۷۱ با جو بی فرانتز، مورخ از دانشگاه تگزاس، بحث کرد و اشاره کرد که؛ چون آلجر می‌خواست نامزد شود، تاور انتخابات ویژه سنای ایالات متحده در۱۹۶۱ را به آلجر موکول کرد:
«من و بروس با هم خیلی خوب بودیم. بروس مردی بسیار انعطاف‌ناپذیر و شکاک است. او صداقت فکری مردانی مانند آقای ریبرن و لیندون جانسون را زیر سؤال برد، در نتیجه دوستی پیدا نکرد. من تاکنون علناً یک کلمه تحقیرآمیز در مورد یکی از اعضای هیئت تگزاس نگفته‌ام و قصد گفتن هم ندارم. هرچند که برخی از آن‌ها هر از گاهی تمایل داشته‌اند که در مورد من چیزهایی را به صورت عمومی بگویند. من واکنشی نمی‌دهم.»

## بازگشت به زندگی خصوصی
پس از یک دهه حضور در کنگره، آلجر دوباره به عنوان یک دلال املاک کار کرد. او املاک بروس آلجر را در ۱۹۷۳ تشکیل داد. این شرکت دفاتری در ساختمان وان نورث پارک دالاس داشت. او مدتی به فلوریدا نقل مکان کرد اما در ۱۹۷۶ به دالاس بازگشت. آلجر در کارولتون ساکن بود که در منطقه ۳ شهرستان دالاس واقع شده‌است. او به جز چند حضور کوتاه در دید عمومی، از کانون توجهات سیاسی دور ماند. اوراق مربوط به آلجر در کنگره، در بخش آرشیو کتابخانهٔ عمومی دالاس قرار دارد.
آلجر در ۱۹۶۱ از لوسیل «لین» آنتوان جدا شد، به گفتهٔ او سیاست، باعث دلسردی آن‌ها در ازدواج شد تا جاییکه آن‌ها جز علاقه مشترک به بازی جین رامی، اشتراک دیگری نداشتند. این زوج سه فرزند داشتند. جیل آلجر در دهکده‌ای در شهرستان سامتر در مرکز فلوریدا بود و پسرانشان دیوید و استیون بودند که به ترتیب در ۱۹۶۴ و ۲۰۱۲ درگذشتند. همسر دوم آلجر، پریسیلا جونز سابق، نیز در ۲۰۱۲ پس از سی و شش سال زندگی مشترک، درگذشت. او دو فرزندخوانده به نام‌های رابرت جونز از آمهرست و لورا جونز از چتم در ماساچوست داشت. آلجر، هفت نوه و هفت نتیجه نیز داشت. او در ۱۹۹۰ بازنشسته شد و ده سال را با همسرش پریسیلا با یک وسیله نقلیه تفریحی در سراسر ایالات متحده سفر کرد. این زوج در ۲۰۰۰ در خلیج بارفوت در شهرستان بروارد در نزدیکی ملبورن در بخش مرکزی ساحل اقیانوس اطلس فلوریدا، ساکن شدند.
در ۱۳ آوریل ۲۰۱۵، آلجر بر اثر بیماری قلبی در سن نود و شش سالگی در یک مرکز بهزیستی در پالم بی، در شهرستان بروارد، فلوریدا فوت کرد.